# Edmond Legrain
Pour les articles homonymes, voir Legrain.
Edmond Legrain, né le 23 avril 1820 à Vire où il est mort le 11 février 1871, est un peintre français.

## Biographie
Edmond Legrain est le fils d'Exupère Legrain, avocat puis juge d'instruction, et de Marie Jeanne Aimée Hervieu.
En 1858, il épouse Marie Clotilde Couraye du Parc, et devient le beau-frère du peintre Léonor Charles Julien Couraye du Parc.
Il est élève d'Alfred Guillard et de Paul Huet et expose au Salon de 1861 à 1865.
Peintre de paysage et de portrait, il s'est engagé dans sa municipalité où il est conseiller.
Il meurt à l'âge de 50 ans.

## Œuvres exposées aux Salons parisiens
- Intérieur d'hospice à Vire, au Salon de 1861
- Portrait de Mlle L., au Salon de 1863
- Prise d'habit, au Salon de 1863
- Inhumation d'une religieuse, au Salon de 1864
- Le livre d'heures, au Salon de 1864
- Réfectoire de couvent, au Salon de 1865